# Volkan
Volkan ist ein türkischer männlicher Vorname französischer Herkunft mit der Bedeutung „Vulkan“ (franz.: Volcan).

## Namensträger

### Vorname
- Volkan Akyıldız (* 1995), türkischer Fußballspieler
- Volkan Altın (* 1986), deutsch-türkischer Fußballspieler
- Volkan Arslan (* 1978), türkischer Fußballspieler
- Volkan Babacan (* 1988), türkischer Fußballspieler
- Volkan Baran (* 1978), deutscher Politiker
- Volkan Bayarslan (* 1978), türkischer Fußballschiedsrichter
- Volkan Baydar (* 1971), deutsch-türkischer Sänger, Komponist und Musiker
- Volkan Bekiroğlu (* 1977), türkischer Fußballspieler
- Volkan Çekirdek (* 1992), deutsch-türkischer Fußballspieler
- Volkan Demirel (* 1981), türkischer Fußballtorwart
- Volkan Dikmen (* 1991), deutsch-türkischer Fußballspieler
- Volkan Ekici (* 1991), deutsch-türkischer Fußballspieler
- Volkan Fındıklı (* 1990), türkischer Fußballspieler
- Volkan Geyik (* 1991), türkischer Fußballspieler
- Volkan Glatt (* 1982), deutsch-türkischer Fußballspieler
- Volkan Göğtepe (* 1987), türkischer Beachvolleyballspieler
- Volkan Isbert (* 1988), deutsch-türkischer Schauspieler
- Volkan Işık (* 1967), türkischer Rallyefahrer
- Volkan Kabadayı (* 1980), türkischer Fußballspieler
- Volkan Kahraman (1979–2023), österreichisch-türkischer Fußballspieler
- Volkan Kaya († 26. Juni 2000), deutsch-türkisches Kampfhundeopfer
- Volkan Kilimci (* 1972), türkischer Fußballspieler und -trainer
- Volkan Koçaloğlu (* 1979), türkischer Fußballspieler
- Volkan Konak (1967–2025), türkischer Sänger
- Volkan Okumak (* 1989), deutsch-türkischer Fußballspieler
- Volkan Özcan (* ≈1980), deutsch-türkischer Schauspieler
- Volkan Özcan (* 1986), türkischer Fußballspieler
- Volkan Pala (* 1997), türkischer Fußballspieler
- Volkan Şen (* 1987), türkischer Fußballspieler
- Volkan Toptaner (* 1990), türkischer Eishockeyspieler
- Volkan Ünlü (* 1983), türkischer Fußballtorwart
- Volkan Yaman (* 1982), deutsch-türkischer Fußballspieler
- Volkan Yayım (* 1950), türkischer Fußballspieler und -trainer
- Volkan Yılmaz (* 1987), türkischer Fußballspieler

### Künstlername
- Volkan T. (* 1973), deutsch-türkischer Rapper

### Familienname
- Vamık Volkan (* 1932), US-amerikanischer Friedens- und Konfliktforscher und Psychoanalytiker